# Aguaytiella maculata
Genre
Espèce
Aguaytiella maculata, unique représentant du genre Aguaytiella, est une espèce d'opilions laniatores de la famille des Cranaidae.

## Distribution
Cette espèce est endémique de la région d'Ucayali au Pérou. Elle se rencontre vers le río Aguaytía .

## Description
Le mâle holotype mesure 8,0 mm et la femelle paratype 8,1 mm.

## Publication originale
- Goodnight & Goodnight, 1943 : « Phalangida from South America. » American Museum Novitates, no 1234, p. 1–19 (texte intégral).